# Liste der Einträge im National Register of Historic Places im Pecos County
Die Liste der Registered Historic Places im Pecos County führt alle Bauwerke und historischen Stätten im texanischen Pecos County auf, die in das National Register of Historic Places aufgenommen wurden.

## Aktuelle Einträge
| Lfd. Nr. | Name                                  | Bild | Datum der Eintragung | Adresse/Lage                  | Ort           | ID       | Beschreibung |
| -------- | ------------------------------------- | ---- | -------------------- | ----------------------------- | ------------- | -------- | ------------ |
| 1        | Canon Ranch Archeological District    |      | 11. Aug. 1982        | Address Restricted            | Sheffield     | 82004519 |              |
| 2        | Canon Ranch Railroad Eclipse Windmill |      | 22. Sep. 1977        | W of Sheffield on Canon Ranch | Sheffield     | 77001465 |              |
| 3        | Fort Stockton Historic District       |      | 2. Apr. 1973         | E edge of town                | Fort Stockton | 73001971 |              |